# 和玺彩画

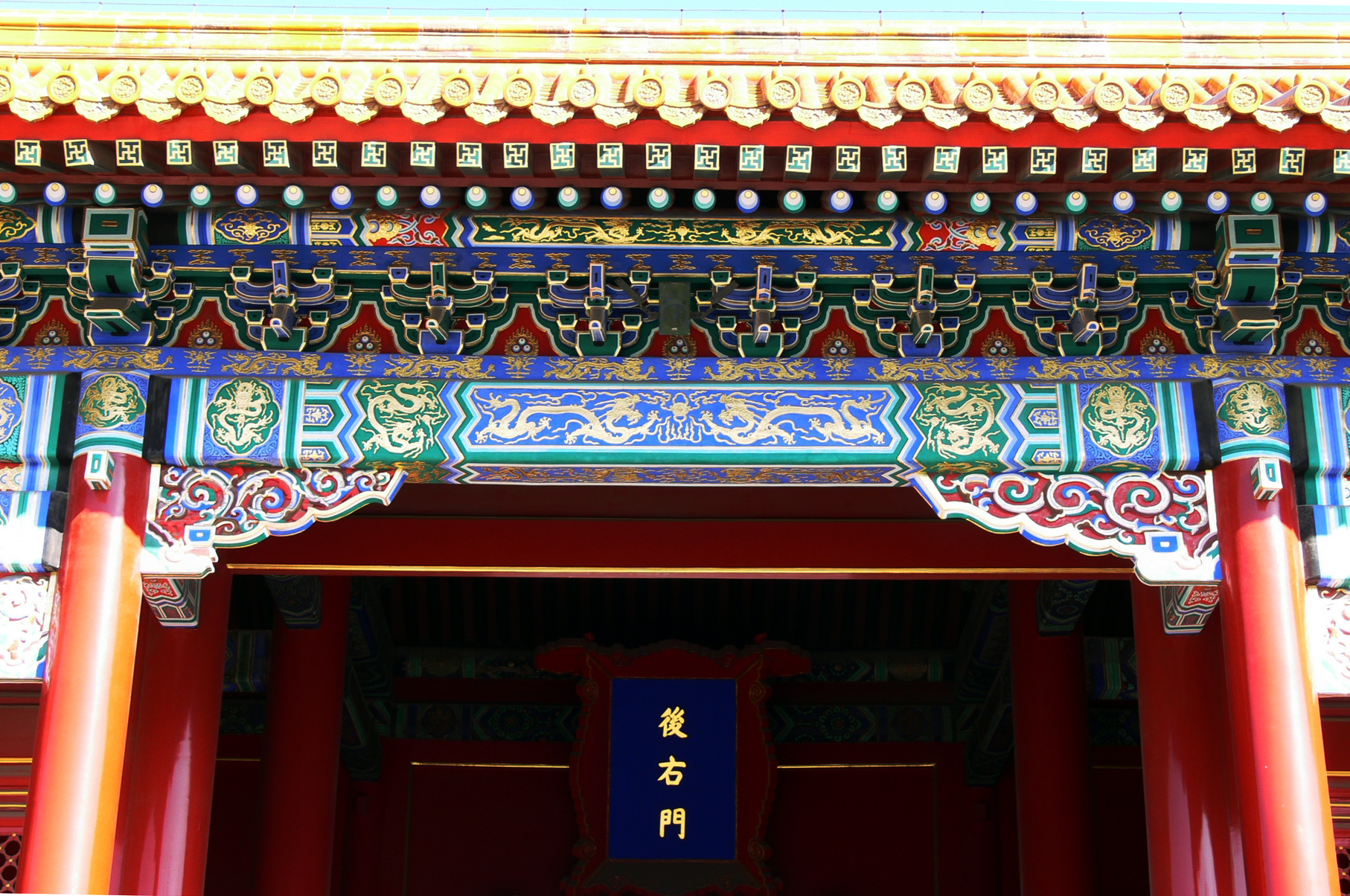
北京故宫和玺彩画

和玺彩画是中國古代彩画中规格最高级别的彩画，用于宫殿中。和玺彩画施于宫殿的樑枋上。和璽彩畫由枋心、藻頭、箍頭三段組成。 樑的两端，称为箍头，箍头两端以3至4道垂直的蓝线、白线或绿线，交替而成，箍头内画升龙。箍头往内的一段，称为藻头；藻头两端，以蓝白相间的之形折线界定。藻头的基本色调，有蓝绿两种，蓝藻头内画金色升龙，绿藻头内画金色降龙。粱枋的中段称为枋心，画青底双金龙戏珠。在粱枋之上的狭长平板枋，画一串青底金游龙。
等級次於和璽彩畫的彩畫是旋子彩畫。